# Cosmorama (Mesquita)
Cosmorama é um bairro do município brasileiro de Mesquita, na região da Baixada Fluminense, Estado do Rio de Janeiro.

## História
O estádio de futebol Giulite Coutinho, pertencente ao América do Rio, na verdade está localizado nesse bairro, e não em Édson Passos, como muitos dizem. Outro erro comum cometido é a localização do bairro Cosmorama.
Algumas pessoas imaginam que esse bairro faz parte de Édson Passos, quando, na verdade, Édson Passos é um bairro vizinho ao Cosmorama. Ou seja, Cosmorama é apenas um bairro de Mesquita, assim como Édson Passos.